# Abdullah Madu
Abdullah Mohammed Musa Madu (arabisch عبد الله مادو, DMG ʿAbd Allāh Mādū; * 15. Juli 1993) ist ein saudi-arabischer Fußballspieler.

## Karriere

### Verein
Er spielt seit der Saison 2012/13 bei al-Nassr FC. Mit diesen gewann er in der Saison 2014/15 und 2018/19 die Meisterschaft sowie in der Saison 2019/20 und 2020/21 den saudischen Supercup.

### Nationalmannschaft
Sein Debüt in der A-Nationalmannschaft hatte er am 10. Oktober 2019 bei einem 3:0-Sieg über Singapur während der Qualifikation für die Weltmeisterschaft 2022 über volle 90 Minuten.